# 布鲁诺·奇波拉
布鲁诺·奇波拉（義大利語：Bruno Cipolla，1952年12月24日—），意大利男子赛艇运动员。他曾代表意大利参加1968年夏季奥林匹克运动会赛艇比赛，获得男子双人单桨有舵手金牌。